# جيل كينغ
جيل كينغ (بالإنجليزية: Jill King)‏ هي مغنية مؤلفة أمريكية، ولدت في 2 أبريل 1975.

## وصلات خارجية
- الموقع الرسمي
- جيل كينغ على موقع ميوزك برينز (الإنجليزية)
- جيل كينغ على موقع ديسكوغز (الإنجليزية)